# Богоявленск (станция)
Богоявле́нск — узловая железнодорожная станция Мичуринского региона Юго-Восточной железной дороги в Первомайском районе Тамбовской области. Расположена в рабочем посёлке Первомайском.
Станция была открыта в 1866 году на построенной тогда железнодорожной линии Ряжск — Козлов (Мичуринск). Название, вероятно, связано с разрушенной Богоявленской церковью. Существует также версия, что название станции произошло от фамилии архитектора, который строил вокзал на ней.
При станции стал расти посёлок Богоявленск, после революции переименованный в Первомайский.
В 1890 году станция Богоявленск стала узловой, отсюда пошла линия до Волова нынешней Тульской области через Раненбург, Астапово и Данков. Ныне она доходит только до станции Куликово Поле, далее разобрана. От Богоявленска также можно доехать до Староюрьева.
В 3 км к юго-западу от посёлка Первомайского расположено село Новобогоявленское.
На станции сходятся магистральные линии Рязанско-Воронежского (нумерация километража от Москвы-Казанской через Рязань II и далее на юг, исторически - Рязано-Козловский пусковой участок РУЖД) и Павелецкого (нумерация километража от Москвы-Павелецкой) направлений. Расстояние до Павелецкого вокзала по железной дороге на 10 км меньше, чем до Казанского.

## Поезда дальнего следования
По состоянию на июнь 2021 года на станции совершают остановку следующие поезда дальнего следования:
| Круглогодичное обращение поездов | Круглогодичное обращение поездов | Круглогодичное обращение поездов | Круглогодичное обращение поездов |
| № поезда                         | Маршрут движения                 | № поезда                         | Маршрут движения                 |
| -------------------------------- | -------------------------------- | -------------------------------- | -------------------------------- |
| 5 «Лотос»                        | Астрахань — Москва               | 6 «Лотос»                        | Москва — Астрахань               |
| 15                               | Волгоград — Москва               | 16                               | Москва — Волгоград               |
| 17                               | Саратов — Москва                 | 18                               | Москва — Саратов                 |
| 31                               | Саратов — Москва                 | 32                               | Москва — Саратов                 |
| 35 «Северная Пальмира 2-этажный» | Адлер — Санкт-Петербург          | 36 «Северная Пальмира 2-этажный» | Санкт-Петербург — Адлер          |
| 37                               | Воронеж — Санкт-Петербург        | 38                               | Санкт-Петербург — Воронеж        |
| 43 «Черноморец»                  | Новороссийск — Санкт-Петербург   | 44 «Черноморец»                  | Санкт-Петербург — Новороссийск   |
| 47                               | Балаково — Москва                | 48                               | Москва — Балаково                |
| 77                               | Ставрополь — Москва              | 78                               | Москва — Ставрополь              |
| 85                               | Махачкала — Москва               | 86                               | Москва — Махачкала               |
| 87                               | Адлер — Нижний Новгород          | 88                               | Нижний Новгород — Адлер          |
| 99                               | Кисловодск — Нижний Новгород     | 100                              | Нижний Новгород — Кисловодск     |
| 109                              | Астрахань — Санкт-Петербург      | 110                              | Санкт-Петербург — Астрахань      |
| 125                              | Новороссийск — Москва            | 126                              | Москва — Новороссийск            |
| 133                              | Дербент — Москва                 | 134                              | Москва — Дербент                 |
| 137                              | Саратов — Москва                 | 138                              | Москва — Саратов                 |
| 305                              | Сухум — Москва                   | 306                              | -                                |
| 343                              | Балашов — Москва                 | 344                              | Москва — Балашов                 |
| 377                              | Новороссийск — Москва            | 378                              | Москва — Новороссийск            |
| 379                              | Камышин — Москва                 | 380                              | Москва — Камышин                 |

| Сезонное обращение поездов | Сезонное обращение поездов | Сезонное обращение поездов | Сезонное обращение поездов |
| № поезда                   | Маршрут движения           | № поезда                   | Маршрут движения           |
| -------------------------- | -------------------------- | -------------------------- | -------------------------- |
| 187                        | Новороссийск — Архангельск | 188                        | Архангельск — Новороссийск |
| 225                        | Адлер — Мурманск           | 226                        | Мурманск — Адлер           |
| 245                        | Ейск — Санкт-Петербург     | 246                        | Санкт-Петербург — Ейск     |
| 261                        | Адлер — Архангельск        | 262                        | Архангельск — Адлер        |
| 281                        | Адлер — Череповец          | 282                        | Череповец — Адлер          |
| 285                        | Новороссийск — Мурманск    | 286                        | Мурманск — Новороссийск    |
| 471                        | Адлер — Москва             | 472                        | Москва — Адлер             |
| 511                        | Адлер — Москва             | 512                        | Москва — Адлер             |